# كأس إسكتلندا 1925–26
كأس اسكتلندا 1925–26 (بالإنجليزية: 1925–26 Scottish Cup)‏ هو موسم من كأس اسكتلندا. فاز فيه نادي بازو الخزان عنبورا.